# Haus Konstruktiv
Комплекс «Haus Konstruktiv» (нем. Museum Haus Konstruktiv) — художественный музей в центре швейцарского города Цюрих, основанный в 1986 году; выставочный центр посвящён конструктивизму, конкретному искусству и концептуализму — является единственным подобным институтом в Швейцарии; весной 2001 года музей переехал в своё сегодняшнее здание — в промышленный комплекс на территории бывшей электроподстанции «Selnau», закрытой в 1998 году; перепланировка помещений проводилась по проекту архитектора Роджера Динера и бюро «Meier + Steinauer» — проект предусматривал пять уровней для размещения временных выставок с общей площадью в 1200 м².

## История и описание
Финансирование музея «Haus Konstruktiv» в Цюрихе осуществляет фонд «Stiftung für konstruktive, konkrete und konzeptuelle Kunst»; данный фонд был основан в 1986 году группой граждан, заинтересованных в поддержке конструктивизма, конкретного искусства и концептуализма. В 1987 году фонд основал музей «Haus für konstruktive und konkrete kunst», который до 2001 года размещался в цюрихском районе Зеефельд. Весной 2001 года галерея была переименована в «Haus Konstruktiv» и переехала в бывшее здание подстанции «Selnau», расположенное в одноимённом районе.
До своего закрытия в 1998 году подстанция в Зельнау успела прослужить конверторной станцией в течение ста лет: сегодня её здание в стиле Новое строительство, которое было в 1929—1932 годах объединено в единую конструкцию цюрихским архитектором Германом Хертером, находится под охраной как памятник архитектуры. В начале XXI века по проекту архитектора Роджера Динера и бюро «Meier + Steinauer», на пяти этажах бывшей подстанции было создано пространство для временных выставок и презентации художественных коллекций — с общей площадью в 1200 м².
Haus Konstruktiv располагает и собственной коллекцией произведений современного искусства: в настоящее время она насчитывает более 900 работ, созданных в XX и XXI веках; произведения были как подарены самими художниками или их наследниками, так и переданы частными коллекционерами. Фонд включает в себя картины, графические работы и скульптуры; в нём есть работы Макса Билля, Рихарда Пауля Лозе, Камиля Грейзера и Верены Лёвенсберг (1912—1986). Постоянная инсталляция и «сердце» коллекции — «столовая Рокфеллера», спроектированная и построенная в 1963—1964 годах швейцарским художником Фрицем Гларнером для семьи Нельсона Олдрича Рокфеллера, проживавшей в Нью-Йорке.
Параллельно с выставками в залах музея проходят лекции, дискуссии с художниками, экскурсии, концерты и мастер-классы — как для детей и подростков, так и для взрослых горожан. В музее есть магазин (на первом этаже) и небольшое кафе, стена которого была оформлена швейцарской художницей Клаудией Комте (Claudia Comte). Кроме того, в здании размещается специализированная библиотека, которую может посещаться бесплатно (без посещения выставок). Австрийская куратор и историк искусства Сабина Шашль (Sabine Schaschl, род. 1967) является директором галереи с весны 2013 года; в 2019 году под её руководством прошла групповая выставка «Konkrete Gegenwart — Jetzt ist immer auch ein bisschen gestern und morgen», включающая в себя работы Отто Берхема, Амалии Пика, Ванессы Билли, Стефана Бургера, Хосе Давила, Свеня Дайнингера, Лары Фаваретто, Фернанды Гомеса и ряда других авторов.